# Marie Slováková
Marie Slováková provd. Kovářová (* 10. září 1946 Zlín) je bývalá československá atletka českého původu, která se specializovala na hod oštěpem.
V letech 1961–70 byla členkou atletického oddílu TJ Gottwaldov a poté v letech 1971–73 Sparty Praha. Jejím manželem byl československý trenér výškařů Jaroslav Kovář.

## Osobní rekord
- hod oštěpem – 49,54 m (rok 1970)[1]